# Honda Zoomer

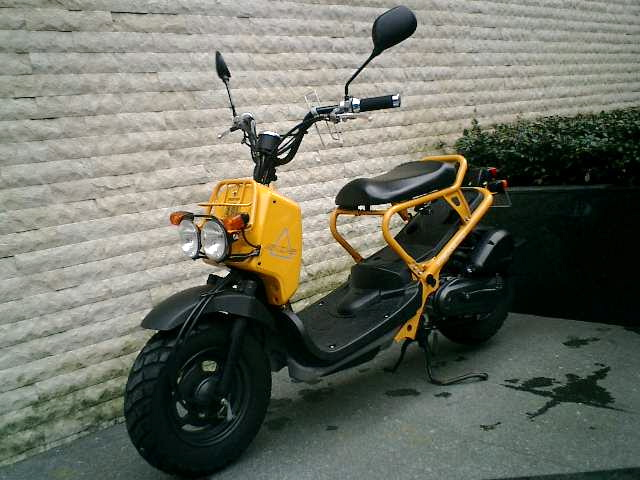
Honda Zoomer

De Honda Zoomer is een bromfiets van het Japanse merk Honda. The Zoomer is eind 2002 geïntroduceerd in de Verenigde Staten. Daar draagt hetzelfde model de naam Ruckus. De Zoomer is geen traditionele bromfiets. Opvallend is het open frame en de dikke banden. 
De Zoomer is standaard uitgerust met een vloeistof gekoelde 4 kleps viertaktmotor, Honda's pgm-fi elektronische brandstofinjectie, digitale ontsteking en een continu variabele transmissie.
De Ruckus heeft een viertaktmotor met carburateur voor de brandstofvoorziening. Het rijwielgedeelte bestaat uit plaatstalen 10 inch velgen, trommelremmen en niet-hydraulische schokdemping voor en achter.